# Jądro gwiazdy

Budowa Słońca

Jądro gwiazdy – centralna część gwiazdy, w której występują lub występowały w przeszłości reakcje syntezy jądrowej. Warstwy gwiazdy zewnętrzne wobec jądra nazywa się otoczką.

## Gwiazdy ciągu głównego

### Omówienie
W jądrach gwiazd ciągu głównego zachodzi synteza wodoru w hel. Przemiana ta może zachodzić zasadniczo na dwa sposoby. W gwiazdach o mniejszej masie głównym procesem, który odpowiada za syntezę jest cykl protonowy (cykl pp), podczas gdy w gwiazdach masywnych dominujący staje się cykl węglowo-azotowo-tlenowy (cykl CNO). Wydajność tych procesów silnie zależy od temperatury, powyżej około 17 mln K cykl CNO zaczyna dominować.
Najmniejsze gwiazdy ciągu głównego, czerwone karły o masach poniżej 0,4 M☉, nie mają wydzielonych jąder, gdyż całe wnętrze ulega konwekcji, a przez to mieszaniu materii. Gwiazda o większej masie ma jądro, w którym transport energii odbywa się tylko przez promieniowanie (np. w Słońcu). Dla jeszcze większej masy, jądro staje się konwektywne.

### Jądro Słońca
Synteza wodoru w hel w Słońcu zachodzi od środka do około 25% promienia Słońca. Powyżej przechodzi w strefę promienistą otoczki. Gęstość materii w jądrze zmienia się od 20 g/cm3 (podobna do gęstości złota) na granicy ze strefą promienistą, do 150 g/cm3 w środku. Temperatura zawiera się w zakresie od 7 do 15 mln K w centrum. Ze względu na osiąganą temperaturę, cykl CNO odpowiada za zaledwie 1% przemian wodoru w hel w jądrze Słońca. Ocenia się, że od zainicjowania syntezy Słońce zużyło około 37% wodoru w jądrze, a za około 5–7 mld lat opuści ono ciąg główny.

## Olbrzymy

Warstwowa struktura gwiazdy o dużej masie na ostatnim etapie życia (nie w skali)

Po zużyciu wodoru w jądrze reakcje ustają, helowe jądro kurczy się przy jednoczesnej ekspansji otoczki i gwiazda opuszcza ciąg główny. W jądrach gwiazd o masie podobnej do Słońca wzrost gęstości i temperatury prowadzi do zapłonu reakcji syntezy helu w węgiel, znanego jako błysk helowy. Reakcje te noszą nazwę procesu 3-α. Gwiazdy o masie podobnej do Słońca nie mogą już wejść na kolejny etap syntezy i jako gwiazdy z gałęzi asymptotycznej (AGB) „spalają” hel w otoczce jądra, złożonego ze zdegenerowanej materii węglowo-tlenowo-azotowej. Po zakończeniu etapu AGB otoczka zostaje odrzucona w postaci mgławicy planetarnej, odsłaniając jądro gwiazdy, które pozbawione źródła energii stygnie, przekształcając się w białego karła. Jeżeli gwiazda ma wyższą masę i jądro jest w stanie osiągnąć dostatecznie wysoką temperaturę (100-600 mln K), może dojść do zainicjowania reakcji syntezy kolejnych pierwiastków, aż do żelaza; każdy nowy etap wymaga coraz wyższej temperatury. Jądro zyskuje wtedy strukturę warstwową, z kolejnymi powłokami o różnym składzie. Synteza jąder atomowych cięższych niż żelazo jest już endoenergetyczna, przez co jej zainicjowanie destabilizuje gwiazdę, prowadząc do zapaści grawitacyjnej jądra i eksplozji supernowej typu II. Zgniecione jądro przekształca się w gwiazdę neutronową albo czarną dziurę. W przypadku gwiazdy o szczególnie dużej masie (140–260 M☉) pojawia się niestabilność związana z kreacją par, reakcje w jądrze kończą się na eksplozywnym „spalaniu” tlenu i krzemu, w wyniku czego gwiazda zostaje całkowicie rozerwana (tzw. pair instability supernova).

## Inne przypadki
Inne rzadko występujące zjawiska mogą doprowadzić do powstania obiektów gwiezdnych o nietypowych jądrach. Obiekt Thorne-Żytkow to olbrzym lub nadolbrzym, którego jądrem jest gwiazda neutronowa. Obiekt taki może powstać np. w wyniku wejścia gwiazdy neutronowej w atmosferę olbrzyma w układzie podwójnym.